# Webové geodatové služby
Webové geodatové služby (dále jen služby) jsou nástrojem pro přístup k geodatům (v původní nebo přetvořené formě) prostřednictvím internetu (intranetu). Služby umožňují přístup k celku, ale i částem geodat. Často využívají mnoho informačních technologií a standardů, např. HTTP, XML, URL, DTD, XSD, SOAP, webový server, aj.

## Druhy služeb

### Podle licence
- komerční
  - ESRI
    - ArcIMS
- neziskové
  - Open Geospatial Consortium (OGC)
    - Web Map Service (WMS)
    - Web Feature Service (WFS)
    - Web Coverage Service (WCS)

### Podle formy dat
- vektorová data
  - Web Feature Service (WFS)

- rastrová data
  - Web Map Service (WMS) převážně rastrová data vyjma některých formátů, např. SVG

- bez rozlišení
  - Web Coverage Service (WCS)